# 닌자 베이스볼 배트맨
닌자 베이스볼 배트맨(영어: Ninja Baseball Bat Man)은 아이렘이 발매한 1993년 진행형 격투 게임이다. 아이렘 북미 지부 아이렘 아메리카가 먼저 본사에 이 게임의 개발안이 제출했고, 일본 본사와의 협의로 제작됐다. 일본에선 야구격투 리그맨(일본어: 野球格闘リーグマン, Yakyū Kakutō League Man)라는 제목으로 발매했다.

## 게임플레이
이 게임의 목표는 야구 커미셔너의 부탁을 받아 미국 야구 명예의 전당에서 도난당한 황금기념품들을 되찾는 것이다. 플레이어는 최대 4명이 동시에 조종할 수 있는 닌자 야구선수들로 미국의 전지역을 돌아다니면서 그 지역에 있는 보스들을 무찔러서 기념품을 얻어야한다.